# Geurende vezelkop
De geurende vezelkop (Inosperma bongardii) is een schimmel uit de familie Inocybaceae. Vruchtlichamen groeien op de grond, vaak in kleigronden. 
hij vormt ectomycorrhiza met loofbomen, met name eiken (Quercus) en Fagus. Hij komt voor in met bomen beplante wegbermen en in bossen en struwelen op voedselrijke klei en zand. Vermoed wordt dat de vruchtlichamen giftig zijn, omdat ze muscarine bevatten.

## Kenmerken

### Uiterlijke kenmerken
Hoed
De hoed heeft een diameter tot 10 cm. Het hoedoppervlak is glad en schilverig. De hoedkleur is variabel, lichtbruin, zilvergrijs, enz met donkere aangrenzende schubben op een lichtere achtergrond.
Vlees
Het vlees wordt direct rood na aanraking.
Geur
De paddenstoel heeft een sterke zoetige fruitige geur.

### Microscopische kenmerken
De sporen zijn glad en relatief groot (tot ca. 15 µm). Cheilocystidia zijn clavaat, vaak golvend en meten tot ongeveer 70 µm.

## Verspreiding
De geurende vezelkop komt met name voor in Europa. In Nederland is hij vrij zeldzaam. Hij staat op de rode lijst in de categorie 'bedreigd'.

## Naamgeving
De soort werd in 1836 beschreven als een Agaricus-soort door de Duitse botanicus Johann Anton Weinmann. Lucien Quélet bracht de soort in 1872 over naar Inocybe. Een fylogenetische analyse uit 2019 door Matheny en collega's vond dat I. bongardii en zijn verwanten in het ondergeslacht Inosperma slechts in de verte verwant waren aan de andere leden van het geslacht Inocybe. Inosperma werd opgewaardeerd tot geslacht en de soortnaam werd Inosperma bongardii.